# ضمور العضلات
ضمور العضلات (داينابينيا، وترجمتها من اليونانية انخفاض القوة أو النشاط) هو فقدان القوة العضلية غير الناتجة عن مرض عصبي أو عضلي، وهو مرتبط عادةً بالتقدم بالسن.
ضمور العضلات هو فقدان قوة العضلات، وليس كتلة العضلات( ضمور اللحم  ). أصبح الحفاظ على القوة العضلية خلال الشيخوخة ذا أهمية متزايدة مع زيادة متوسط العمر المتوقع في العالم الحديث.

## العلامات والأعراض
يرتبط الضعف المرتبط بالعمر في الخصائص المولدة لقوة العضلات الهيكلية ارتباطًا مباشرًا بزيادة خطر الإعاقة الجسدية والضعف الوظيفي وزيادة معدل الوفيات. قد يساهم ضمور العضلات في زيادة خطر السقوط والشعور بالضعف و/أو الإعياء. فيما يتعلق بعلاقة المستويات العالية من القوة العضلية بانخفاض خطر الوفاة المبكرة، أظهرت دراسات أجراها نيومان وآخرون أن قوة القبضة وقوة العضلات الباسطة للركبة ترتبطان ارتباطًا وثيقًا بالوفيات. بالنسبة للنساء، لاحظوا أن معدلات الخطر تبلغ 1.84 لقوة القبضة و1.65 لقوة العضلات الباسطة للركبة. بالنسبة للرجال، لاحظوا أن معدلات الخطر تبلغ 1.36 لقوة القبضة و1.51 لقوة العضلات الباسطة للركبة. أظهرت المزيد من الدراسات الحديثة التي أجراها كزو وآخرون أن الانخفاض السريع في قوة انقباض الورك وقوة القبضة يتنبأ بالوفيات بشكل فردي إذ اعتُبر من العوامل المساهمة المحتملة. أجرى مانيني وآخرون تحليلًا تلويًا غير رسمي أظهر ارتباطًا كبيرًا بين المستويات المنخفضة لقوة العضلات وضعف الأداء البدني و/أو الإعاقة الجسدية في 90% من الدراسات. تقدم هذه الدراسات معًا دليلًا على أن ضمور العضلات لدى كبار السن يرتبط ارتباطًا وثيقًا بزيادة خطر الإعاقات الجسدية والوفيات وضعف الوظيفة البدنية.

## عوامل الخطر
عند النظر في الطرق الوقائية لضمور العضلات، تبرز ثلاثة عوامل خطر رئيسية.
1. النشاط البدني المنخفض -يشمل النشاط البدني لدى البالغين الذين تبلغ أعمارهم 65 عامًا وما فوق الأنشطة اليومية مثل الأعمال المنزلية أو المشي أو البستنة أو التمارين المهنية أو التمارين المقصودة مثل السباحة أو الرقص. توصي منظمة الصحة العالمية بأن يمارس كبار السن 150 دقيقة على الأقل من التمارين الهوائية متوسطة الشدة أو 75 دقيقة على الأقل من التمارين الهوائية المكثفة على مدار الأسبوع.[16]
2. الضعف المُبلغ عنه -يعد كل من فقدان الوزن غير المتعمد وضعف العضلات الذي يقاس بانخفاض قوة القبضة والبطء البدني وضعف القدرة على التحمل أعراضًا لضعف العضلات الذي يعرض الأفراد لخطر الإصابة بضمور العضلات.
3. العمر فوق 80 عامًا -أظهرت العديد من الدراسات أن الشيخوخة تضعف النشاط المركزي إسوي القياس. وجدت دراسة أجراها هاريدج وآخرون أن كبار السن (من 85 حتى 97 عامًا) يعانون من ضعف كبير في النشاط المركزي (المتوسط: 81%؛ المدى: 69-93%).[17] جمعت دراسة أخرى أجراها ستيفنز وآخرون البيانات المحصلة سابقًا حول تأثير الشيخوخة على التنشيط المركزي للركبة الباسطة ووجدت أن النشاط المركزي عند كبار السن كان أقل بكثير من النشاط المركزي لدى البالغين (87% مقابل 98%).[18]

## البحث
من خلال تحديد قيم لشدة القوة ووضع تعريف سريري لضمور العضلات، يمكن تطوير خطط العلاج والوقاية للحد من القيود الجسدية لكبار السن. قد يؤدي وضع تعريف متفق عليه لضمور العضلات إلى منح الأطباء القدرة على تشخيص المرضى الذين يعانون من ضعف في وظيفة العضلات وتوسيع نطاق البحث حول هذا الموضوع من خلال توفير معيار عالمي، والذي بدوره يؤدي إلى تطوير التدخلات الفعالة وخيارات العلاج. يساعد جمع المعلومات الكافية لتحسين فهم أسباب ضمور العضلات في تحديد درجة التباين في العوامل البيولوجية المساهمة لدى المرضى المشاركين في الدراسة، وتوفير نظرة ثاقبة حول طرق تكييف خيارات العلاج لتناسب الاحتياجات الفردية للمرضى.